# La Chapelle-au-Riboul
La Chapelle-au-Riboul település Franciaországban, Mayenne megyében. Lakosainak száma 503 fő (2022. január 1.). La Chapelle-au-Riboul Hardanges, Champgenéteux, Grazay, Hambers és Marcillé-la-Ville községekkel határos.

## Népesség
A település népességének változása:
| Lakosok száma | 567  | 442  | 452  | 500  | 513  | 505  | 501  | 507  | 506  | 503  |
|               | 1968 | 1982 | 1990 | 2006 | 2013 | 2015 | 2017 | 2019 | 2020 | 2022 |